# Halme cinctella
Halme cinctella är en skalbaggsart som beskrevs av Charles Joseph Gahan 1906. Halme cinctella ingår i släktet Halme och familjen långhorningar.
Artens utbredningsområde är Sri Lanka. Inga underarter finns listade i Catalogue of Life.